# Iot Fortuna
El Fortuna, va ser un iot utilitzat per la família reial espanyola, que va ser regalat al rei Juan Carlos pel rei Fahd de l'Aràbia Saudita, després de la qual cosa, va ser cedit pel Rei a Patrimoni de l'Estat en 1981. Va ser el tercer vaixell amb aquest nom, utilitzat Juan Carlos de Borbó, després de l'anterior del del mateix nom i el classe Drac amb el qual va participar en les olimpíades de 1972 i amb el qual va guanyar diversos anys el campionat d'Espanya de la classe Drac.

## Construcció
Va ser construït en les drassanes de Palmer i Johnson, en el llac Míchigan, Estats Units.

## Historial
El vaixell va arribar a Espanya a bord d'un mercant, i va ser traslladada fins a la seva base de Porto Pí, patronejada pel Rei, el 16 d'agost de 1979.
En 1980, va ser reformat en les Drassanes Mefasa, d'Avilés, moment en el qual se li van afegir tres metres d'eslora a popa i es van canviar els seus motors dièsel i es van tractar de solucionar els problemes maniobrabilitat i velocitat quan el vaixell navegava a baixa velocitat, a causa de la seva llavors nou sistema de propulsió sense hèlixs, canviant els motors dièsel per uns altres més potents i afegint-li dos timons, dels quals mancava fins a aquest moment. Un any després va tornar a ser reformat perquè tingués cinc cabines.
Durant el seu període de servei, van ser freqüents les seves avaries. La més coneguda d'elles, va tenir lloc el 13 d'agost de 1988 quan navegava en companyia del príncep Carles d'Anglaterra quan després d'un curtcircuit que va deixar immobilitzat el vaixell, va haver de ser remolcat per pesquers fins a Port.
L'agost de 1988, va ser posat a la venda per patrimoni de l'estat a causa de les necessitats protocol·làries d'un vaixell de majors dimensions. El fullet publicat per la companyia britànica. Asociated Yacht Brokers per a la venda del vaixell, va causar malestar a la casa real pel seu contingut. El nou vaixell, va ser encarregat a les drassanes Mefasa, però finalment, el Rei va renunciar a l'adquisició del mateix -que va ser venut a la societat anglesa Boxrig Investments per mil dos-cents trenta-cinc milions de pessetes per al seu ús com a xàrter amb el nom de Corona de Mar- i no es va realitzar ni la venda del Fortuna per la qual cosa va seguir en actiu com a iot real.
En 1995, va sofrir a bord un foc elèctric, per la qual cosa de nou, va haver de ser remolcat fins a Porto Pi.
Va deixar de ser utilitzat per la família real després de la construcció d'un nou vaixell amb el mateix nom per part de les drassanes HISSAR de Sant Fernando (Cadis).